# Aguarela

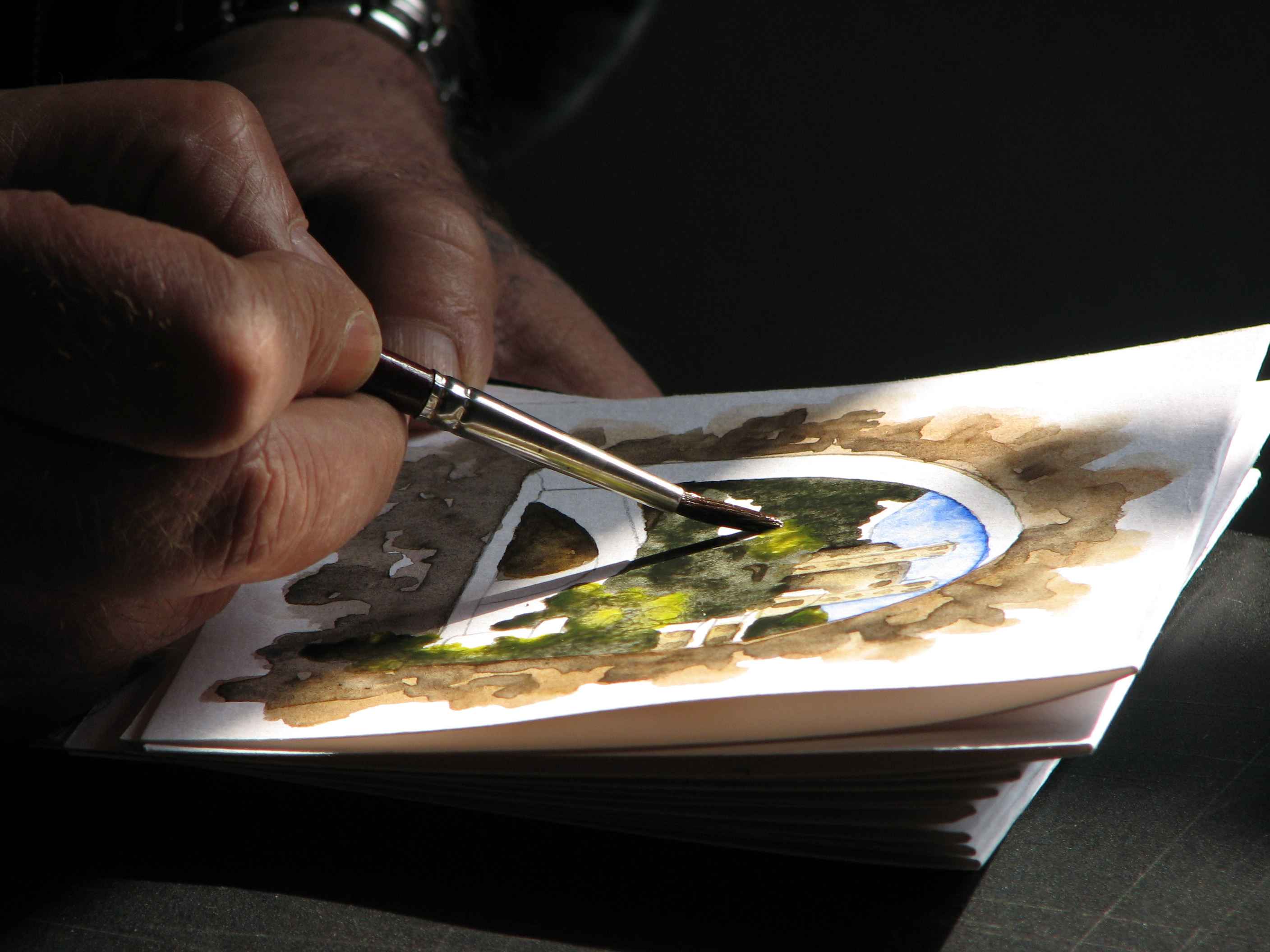
Artista local pintando uma aquarela

A aguarela (português europeu) ou aquarela (português brasileiro) é uma técnica de pintura na qual os pigmentos se encontram suspensos ou dissolvidos em água. Os suportes utilizados na aguarela são muito variados, embora o mais comum seja o papel com elevada gramagem. Isso porque é necessário que o papel seja mais grosso visto a utilização da água, fazendo com que não haja deformações no papel. São também utilizados como suporte o papiro, casca de árvore, plástico, cartolina, couro, tecido, madeira e tela.
A aquarela é necessária a quem deseja aprender outras técnicas de pintura, já que envolve o protagonismo da água, um elemento de difícil manuseio. Além disso, esta técnica obriga sutileza e cuidado na execução. A intensidade e a transparência das cores, as possibilidades cromáticas e a sensibilidade em se colocar as tintas no suporte são importantíssimas e são características que serão úteis nas demais técnicas de pintura.

## História da aquarela
A aquarela é uma técnica muito antiga cujo aparecimento se supõe estar relacionado com a invenção do papel e dos pincéis de pelo de coelho, ambos surgidos na China há mais de 2000 anos. Encontram-se antecedentes na cultura chinesa e japonesa, que dominavam a técnica de pintar com a água.

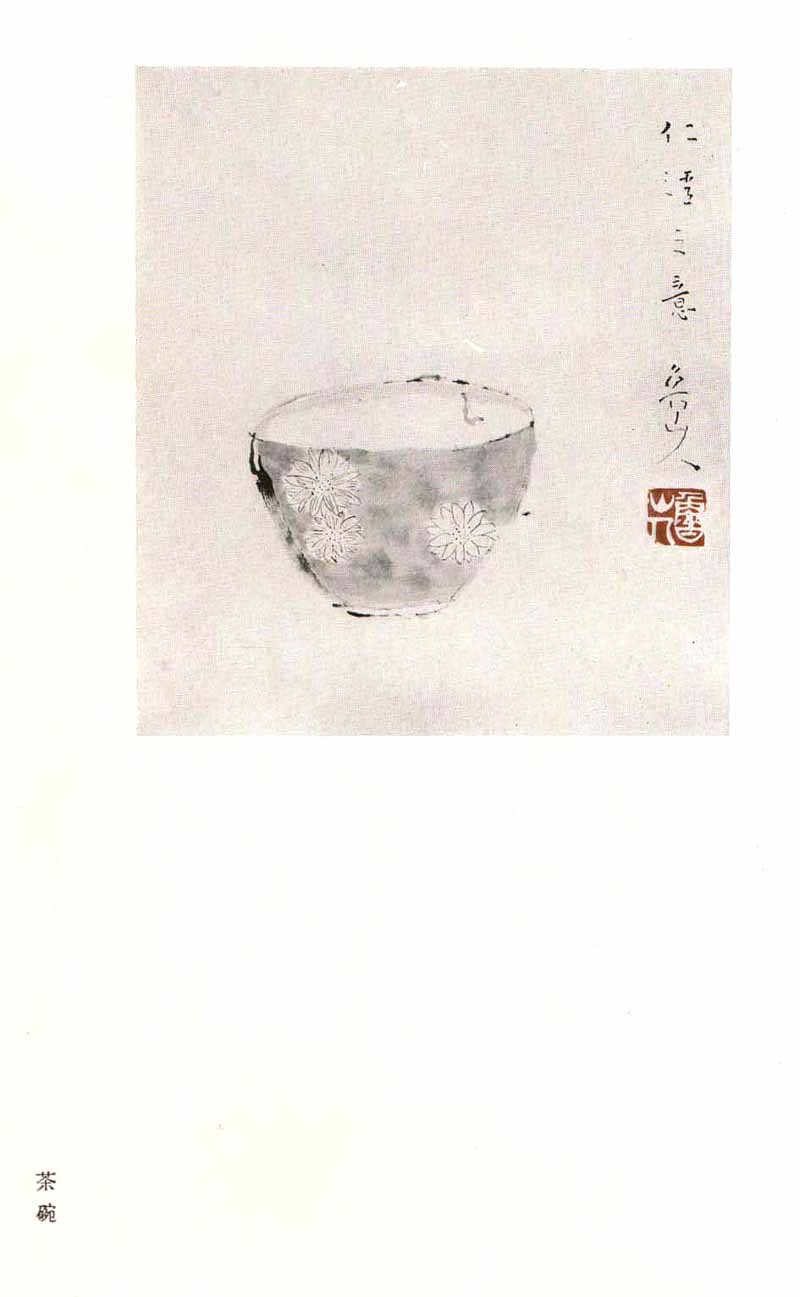
Pintura japonesa com aquarela

No ocidente, há vários exemplos do emprego desta técnica desde a Idade Média, como Tadeo Gaddi, discípulo de Giotto. Ele viveu até 1366, e teria produzido uma série de desenhos aquarelados, feitos sobre papel tipo pergaminho. Iluministas medievais usaram a aquarela para a ilustração de livros e códices, antes do guache começar a ser usado.

Iluminura medieval feita com aquarela

O método foi utilizado por artistas flamengos, e amplamente empregado em Florença e Veneza. Foi com Albert Dürer, considerado o pai deste processo pictórico no Ocidente, que a aquarela pode resistir ao tempo, já que ele deixou pelo menos 120 obras suas.

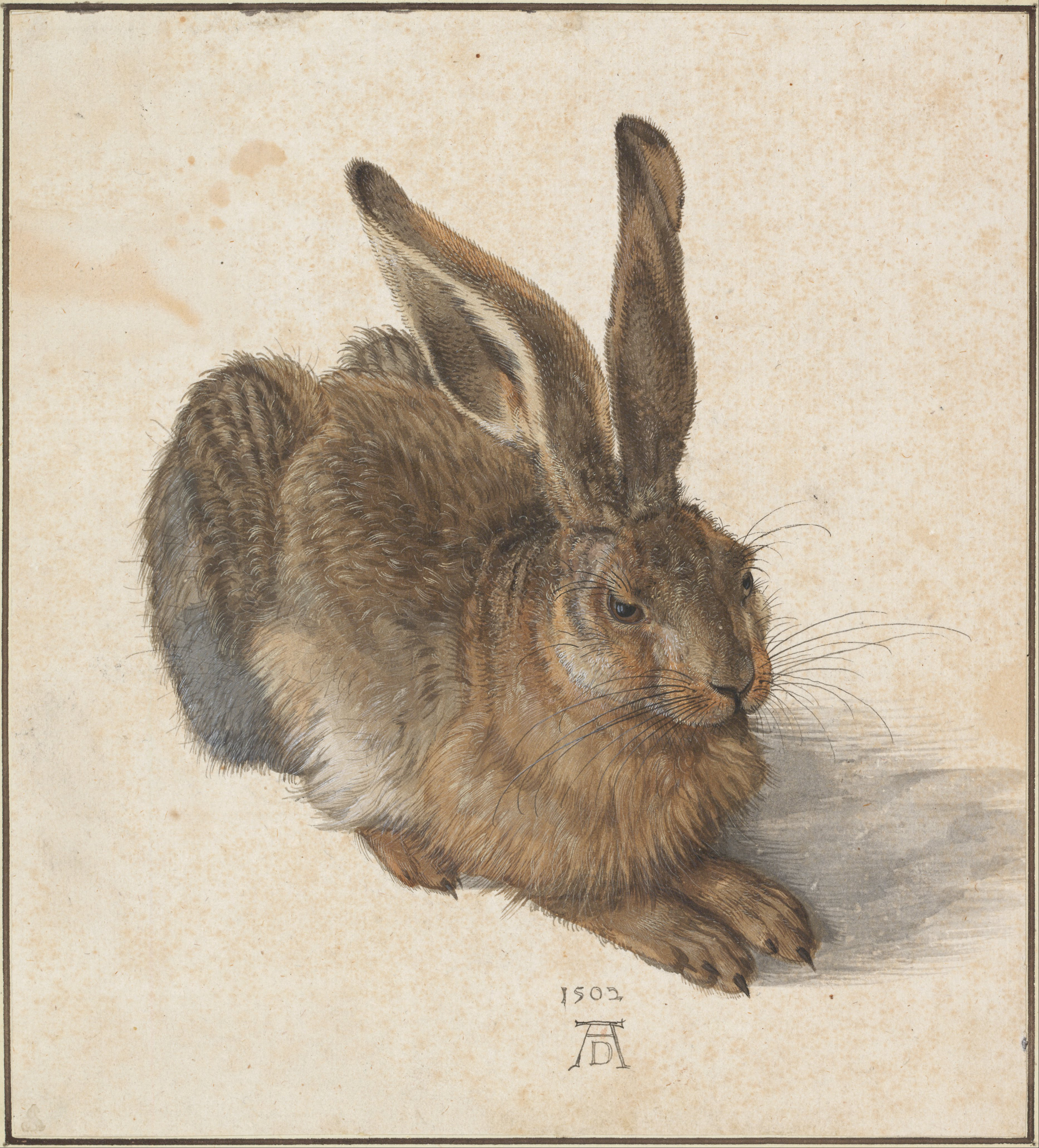
O Coelho, de Albrecht Dürer (Pintado com Aquarela)

Em 1550, um artista de nome John White participou da expedição de Sir Walter Raleigh, registrando a vida, o ambiente e os costumes do Novo Mundo. Mas foi somente no século XVIII que a técnica passou a ser considerada como um método autônomo e independente, difundida em toda a Europa e reconhecida como a “Arte Inglesa”. Neste momento surgem nomes como Alexander Cozens, o poeta pintor William Blake, John S. Cotman, Peter de Wint e John Constable, mas foi sem dúvida William Turner quem melhor soube explorar suas possibilidades; e muitos desconhecem que Turner produziu 19 000 aquarelas, o que lhe garante o título de maior aquarelista de todos os tempos. Já foi mencionado que Turner teria influenciado os pintores impressionistas, mas há quem ouse afirmar que a aquarela exerceu tamanha influência sobre Turner, a ponto de este experimentar na pintura a óleo as mesmas possibilidades cromáticas, através da aplicação de camadas bastante delgadas e sobrepostas, com muita luminosidade.
A aquarela há muito tempo se tornara um hábito nas cortes europeias, o que lhe dava certo “ar” de futilidade. Embora surgissem novos pintores aquarelistas, esta técnica começa a ser vista com preconceito. A aquarela foi menos popular na Europa Continental. No Século XVIII, o guache era um meio importante para os artistas italianos Marco Ricci e Francesco Zucarelli, famosos por suas pinturas de paisagens.
Com o passar dos anos, surge uma grande contradição em torno deste método, notadamente no Brasil, onde a aquarela é vista como um método escolar. Apreciada por alguns, desprezada por outros e incompreendida por muitos, o certo é que a aquarela deve ser defendida pelas suas qualidades intrínsecas, como uma técnica em si mesma.

## Materiais do aquarelista
Além dos suportes já citados nos quais a arte será realizada, são necessários outros materiais e utensílios. São eles:
- Estojo com as tintas em formato de pastilhas secas. São comercializados e fáceis de se encontrar;
- Pincéis com pelos macios e suaves e de preferência redondos;
- Recipientes menores para colocar água e um recipiente maior para lavar os pincéis quando necessário. É importante lembrar que os pincéis devem estar sempre muito limpos;
- Pano, esponja ou papel-toalha;
- Fita adesiva para fixar o papel ou o suporte escolhido na superfície na qual o trabalho será realizado;
- Lápis e borracha para desenhar e apagar, se for preciso;
- Paleta de plástico e, ou, godé (português europeu) ou godê (português brasileiro). As misturas de tinta podem ser feitas no próprio estojo de aquarela, mas é sempre bom ter uma opção além do estojo.

## Elaboração da cor
Geralmente, as tintas da aquarela são encontradas em estojos com pastilhas secas. Mas também podem ser apresentadas em cápsulas semi-úmidas ou em consistência líquida. Na forma líquida, os frascos e tubos têm a mesma qualidade se comparados às pastilhas secas.

Nas concavidades do próprio estojo ou da paleta plástica, as misturas de cores são feitas com a água.

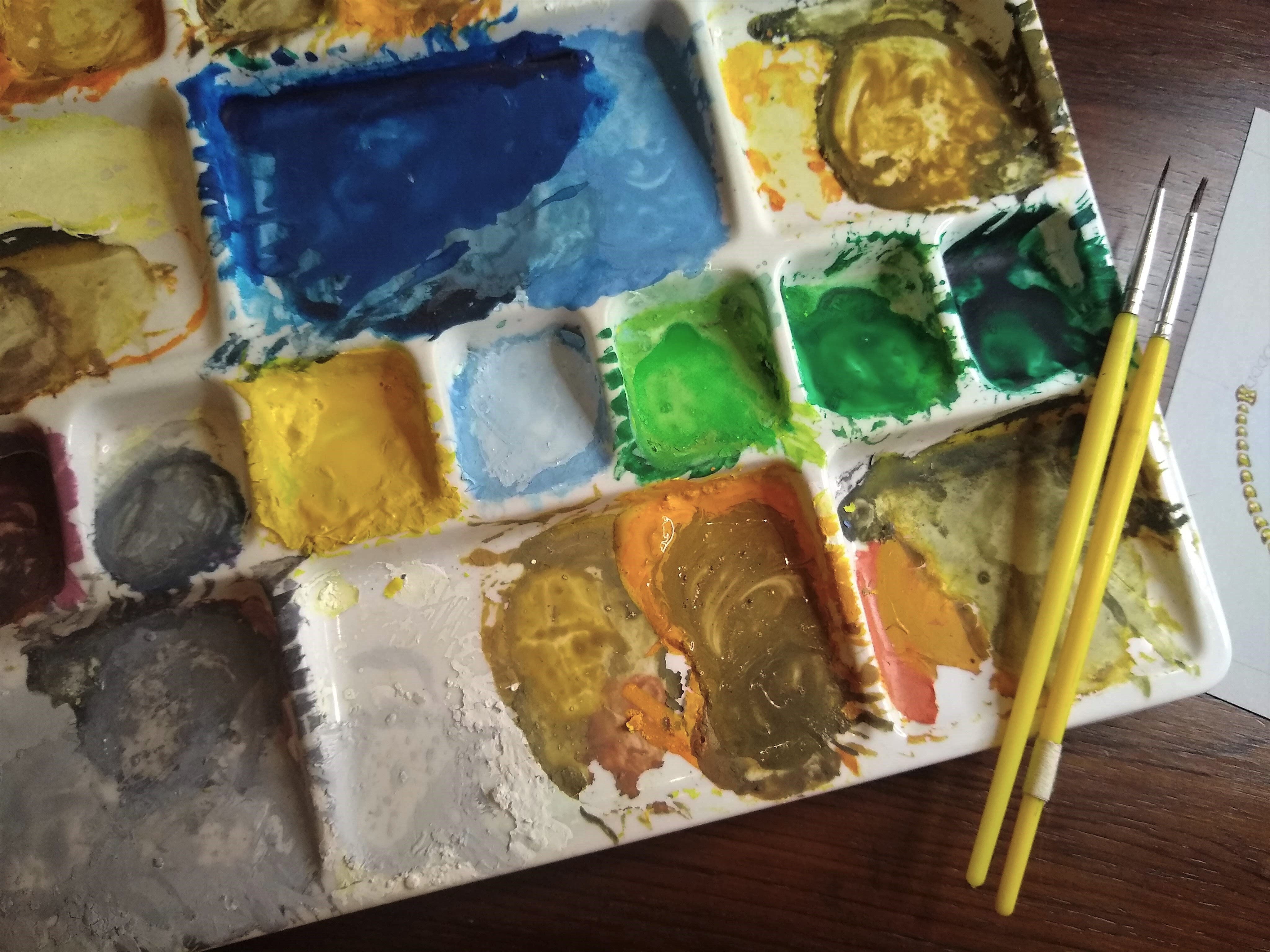
Paleta ou godé de aquarela

## Técnicas
Enquanto em outras técnicas, como a pintura a óleo, o pastel e o lápis de cor, a aplicação das cores é totalmente controlável, na aquarela, a mistura da tinta com a água pode resultar em cores inesperadas. Por isso, os efeitos no suporte podem ser surpreendentes.
A aquarela é muito usada na construção de paisagens, já que é fácil realizar efeitos de atmosfera e profundidade, além de fenômenos naturais, como o nevoeiro, a tempestade, um dia de sol ou nublado e a neve.
A técnica da aquarela permite conservar as cores e a transparência. A cor branca não é usada, já que é substituída pelo fundo do papel, que também é branco. Além disso, uma vez que a pincelada encontra o papel e a cor é colocada, não é possível corrigir. Por isso, a aquarela é um trabalho de execução rápida, no qual o acabamento definitivo só depende do tempo e secagem da água.
A aquarela é usada também como preenchimento das cores de fundo em desenhos detalhistas e construídos a partir de traços, como os que são feitos com canetas de tinta nanquim.

### Aquarela úmida
A aquarela úmida é feita a partir do efeito da mistura entre a água e as tintas. É chamada de úmida porque é realizada na superfície previamente molhada. Ou seja, antes de iniciar a pintura, o papel ou a superfície escolhida estão úmidos.
Por isso, nessa técnica, a espontaneidade e a rapidez na execução são importantes, uma vez que o pincel entrou em contato com a superfície. Assim, é necessário que o pintor escolha as tintas e combinações que serão usadas na obra com antecedência.
O artista que escolhe a técnica da aquarela úmida espera como resultados frescura, vivacidade e reproduzir o que é transitório e instantâneo.

### Aquarela seca
Ao contrário da aquarela úmida, na aquarela seca o suporte não é umedecido previamente. O que trará umidade à obra será o próprio pincel molhado com a mistura de tintas. A tinta pode ser aplicada diversas vezes. Sempre que for aplicar novamente, o pintor deve aguardar a primeira demão secar.
A aquarela seca tem um acabamento e uma perfeição maior, já que o resultado inclui traços mais definidos.